# Manioka
Manioka (popularno kasava, ponekad je nazivaju i yuca; lat. Manihot esculenta, sin. Manihot utilissima), južnoamerička biljka porodice mlječikovki (Euphorbiaceae), raširena u tropskom dijelu Južne Amerike i na Karibima, gdje Indijancima služi kao sirovina za proizvodnju kruha i pića. Javlja se u dva osnovna tipa, slatka neotrovna i gorka, otrovna koja u sebi sadržava cijanovodičnu kiselinu. Manioka raste u obliku žbunja. Gomoljasti korijen dug je do 90 cm i debeo 8 cm iz kojeg Indijanci, nakon naročitog postupka dobivanja brašna i njegove detoksikacije, peku velike okrugle lepinje. U 16. stoljeću trgovci robljem prenijeli su je i u Afriku.
Manioku Indijanci sade na poljima iskrčenima u džungli, koja zbog iscrpljivanja tla moraju napuštati svake dvije do tri godine. Za pripremu kruha i pića od kasave zadužene su žene. Najvažniji je pribor za izradu brašna ribež za kasavu, čiji su proizvođači poznati još iz davnina Indijanci Wai-Wai. Sastoji se od pravokutne daske od mekanog drveta, koju izradi muž, nakon čega žena po njenoj površini mora zabiti 5 do 6 tisuća (C. Lévi-Straus; Wai-Wai, str. 53) sitnih komadića oštrog kamena, u unaprijed izbodenu rupicu. Nakon što se u svaku rupicu zabije kamenčić, muž će površinu za ribanje premazati ličilom od cinobera pomiješanog s biljnom mliječi, kako bi se dodatno učvrstili kamenčići u njemu. Ovi ribeži glavni su izvozni artikl Wai-Waija, i izvor 'bogatstva', nožića i druge tehničke robe, a glavni putnici i trgovci bili su Wapisian Indijanci (ib.). 
Najprije bi se na njima izribalo brašno, nakon čega se prosijava, da bi se otklonili veliki komadi i zatim pakirali u tube pletene poput cijevi koje vise s kose krovne grede kuće. Ove košare-cijevi (tipiti) za prešanje (njeni su poznati proizvođači bili Indijanci Emerillon, ib.) kod Mawayana Indijanaca imaju ručku, kroz koju je provučena motka, kojom se kao polugom cijevi produljuju i na taj način izažima sadržaj. Iz cijevi mora izaći sav sok jer je otrovan, a sakuplja se u ispod postavljenoj posudi. Nakon što se brašno (danas ga zovu farinha) iscijedi spremno je za pečenje na velikim glinenim pločama. Smrtonosni sok što je iscurio, nakon što se prokuha i iz njega ispari otrov, tamnosmeđi je začin, koji štiti od kvarenja, i Indijanci ga koriste u svim jelima i zove se cassarep. 
Sva plemena kišne šume koja uzgajaju manioku proizvode od pečenih kruhova i naročita pića koja piju kad se god sjete. Ogromne količine ovog pića koje izaziva snažnu opijenost, troše prilikom različitih svečanosti. Piće se dobiva na taj način što žene žvaču lepinje od farinhe i pljuju u posebne posude u kojima će uz pomoć sline fermentirati. Indijanci Urubu iz istočnog Brazila nazivaju ga cauin, a poznato je i kao cachiri (kaširi). Isti postupak dobivanja ovih fermentiranih pića je i iz kukuruza (chicha) i drugog bilja koje Indijanci uzgajaju, kao i od meda, čemu su posvetila bezbrojne mitove brojna plemena Južne Amerike.

## Vanjske poveznice
- Proizvodnja manioke kod istočnobrazilskih Indijanaca Kanela